# Душинская улица
Ду́шинская у́лица — улица в Юго-Восточном административном округе Москвы, в районе Лефортово. Проходит от шоссе Энтузиастов до Перовского проезда.

## История
Улица возникла в конце 1910-х гг. Названа в 1924 году по фамилии домовладелицы Марии Филипповны Душиной. Существует также несостоятельная версия о том, что в этом районе располагались свалки, и улица могла быть названа от «нехорошего духа» от них. Ещё в начале 1950-х гг. на улице преобладала частная застройка. Застройка многоквартирными домами началась в конце 1950-х гг.

## Описание
По нечётной стороне улицы расположены крупный торговый центр «Город» и различные промышленные предприятия. На месте торгового центра до 2008 года находилась база металлолома. Чётная сторона застроена жилыми домами. С этой стороны к улице примыкает Шепелюгинский переулок. Ранее доходивший до улицы Упорный переулок теперь заканчивается раньше. Жилые дома построены в 1958—1976 годах. Ведётся строительство жилого дома на месте бывшего детского сада постройки 1937 года по адресу Душинская улица, 16.

## Транспорт
По улице проходят автобусы 340, 365, 759, 805. У начала улицы, на шоссе Энтузиастов, расположена остановка «Душинская улица» трамваев 12, 38, 46, автобусов 125, 340, 365, 730, 759, 805, м8, т53, н4.